# Зондування радіаційним випромінюванням

Рівнемір (рис. г) містить джерело гамма-випромінювання (7), блок детектування (8) і електронний блок (9). Сигнал з електронного блока управляє проміжним реле, контакти якого використовуються для сигналізації і в ланцюгах блокування.

Зондування радіаційним випромінюванням — метод виміру рівня, що застосовується в радіоізотопних рівнемірах (гамма-реле). Полягає на просвічуванні контрольованого середовища потоком гамма-квантів, які поглинаються контрольованим середовищем значно більшою мірою, ніж речовиною, що знаходиться над нею, тому рівень можна визначити за ступенем ослаблення цього потоку.
Призначений для дискретного контролю рівня твердих і рідких середовищ, наприклад, контроль заповнення бункерів, баків оборотної і технічної води тощо.
До безсумнівних переваг таких рівнемірів ставляться їхня абсолютна нечутливість до параметрів контрольованого середовища. Це дозволяє в умовах особливо жорстко заданих параметрів середовища усередині технологічного встаткування робити контроль і вимір рівня з високою точністю й стабільністю.
Наявність у складі рівнеміра джерела іонізуючого випромінювання вимагає вживання заходів із забезпечення радіаційної безпеки обслуговчого персоналу й схоронності джерела.